# 君の優しさ
「君の優しさ」（きみのやさしさ）はAYUSE KOZUEの3枚目のシングルである。2007年6月24日発売。発売元はTOY'S FACTORY。

## 解説
- ☆Taku Takahashi (m-flo) プロデュース[1]。

## 収録曲
作詞・作曲・編曲はAYUSE KOZUEによる。
1. 君の優しさ：1stアルバム『A♥K』に収録
2. あいのうた
3. 君の優しさ　[Shy FX & T-Power REMIX]
4. 君の優しさ　[Original Ver. Instrumental]